# 会员卡
会员卡（Member's Card），是商店发给會員的卡，使用会员卡的会员在消费时，可以享受到相应的折扣，积分，优惠券等优惠。

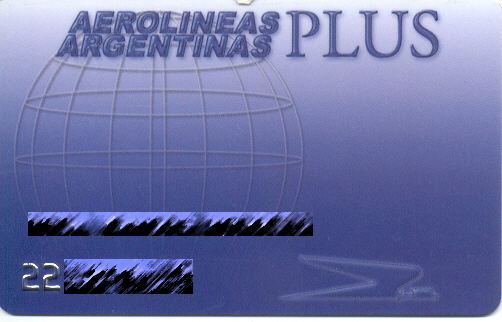
阿根廷航空的會員卡

## 卡片材質
- 紙卡，最早的時候，会员卡只記錄卡號，後加上条形码的使用，以方便POS系統輸入。
- 磁條卡（Magnetic stripe card）
- 非接触式卡，又稱感應卡（Proximity card）
- IC卡（Smart card）

## 常見的取得方式
1. 付費加入會員。（入會費與年費）
2. 一次消費一定金額，或累積消費一定金額後辦理會員卡。
3. 免費辦理會員卡。

## 對於商業的影響
- 藉由折扣的吸引，確保經常性客源。
- 可以會員為單位，記錄消費習慣，用於数据挖掘與統計分析的資料來源，作為改進營運的依據。

## 相關
- 會員胡塗
- 會員儲值卡
- 会费人民幣100元

## 外部連結
- "會員卡" - 搜索 Google 圖書
- "Member's Card" - 搜索 Google 圖書